# Marzatka
Marzatka – część wsi Szemrowice w Polsce położona w województwie opolskim, w powiecie oleskim, w gminie Dobrodzień.
W latach 1975–1998 miejscowość administracyjnie należała do województwa częstochowskiego.
Przed 2023 r. miejscowość była osadą leśną .